# Comando del 36
Según la leyenda, Comando del 36 fue un grupo de élite clándestino que se formó a principios de la guerra civil española para detener el avance de los nacionales hacia la ciudad de Madrid.

## Historia
El Comando, según cuentan, se formó tras la batalla de Badajoz, cuando la República vio posibilidades reales de perder la guerra. El Gobierno recurrió, en secreto, a varios soldados que abandonaron el cuerpo tras la reforma militar de Azaña. Este grupo de cinco soldados se mantuvieron en acción desde septiembre de 1936 frenando el avance de los sublevados por Castilla La Nueva con una guerra de guerrilla similar a la empleada en la guerra de África por las tribus. Algunas fuentes hablan de la posibilidad de que este grupo de soldados participara en la defensa de la ciudad de Madrid. Sus últimas referencias se encuentran en la Batalla de Brunete, donde combatieron junto al Gral. Vicente Rojo.
En muchos pueblos se escuchó hablar de ellos, sobre todo en la zona de la actual Toledo, e incluso hay quienes dicen que los vieron o les dieron cobijo.